# 스즈키 이루마
스즈키 이루마는 악마에 입문했습니다! 이루마 군 시리즈에 등장하는 가공의 인물이다.
그는 악마학교에 재학하고 있다.

## 작중 행적

### 1기
그는 배려도  없는 부모에게서 자랐으며, 그 부모에 의해 악마의  손자가 된다. 또 할아버지 설리번의 도움으로 인간인 이루마는 악마 학교에 들어가게 되고, 클라라와 아스모데우스를 친구로 사귀게 된다.

### 2기
악식에 반지의 깃들어 있는 악령에게 자신이 마족이라면 어떤 기분일지 물어보게 되고 그 악령은 마족이 더욱 흉포가 변하는 악주기 비슷한 것을 체험시켜준다. 그리고 그 뒤, 문제아반 교실이 마음에 안들었던  이루마는 설리번 선생님과 내기를 하여 왕의 교실, 로열원으로 교실을 옮기게 된다.